# David Rumelhart
David Rumelhart (Wessington Springs, 12 giugno 1942 – Chelsea, 13 marzo 2011) è stato uno psicologo statunitense.
Durante la sua carriera ha dato un importante contributo all'analisi della cognizione umana, lavorando principalmente nell'ambito della psicologia matematica, dell'intelligenza artificiale simbolica e del connessionismo.

## Biografia
Nato nel 1942 a Wessington Springs nel Dakota del Sud da Everett Leroy e Thelma Theora Ballard, ha studiato all'University of South Dakota laureandosi in psicologia e matematica nel 1963 e all'Università di Stanford dove ha conseguito il dottorato di ricerca nel 1967. Dal 1967 al 1987 ha prestato servizio presso la facoltà del dipartimento di psicologia all'Università della California a San Diego e dal 1987 al 1998 ha insegnato all'Università di Stanford.
Dal 1991 ha fatto parte dell'accademia nazionale delle scienze degli Stati Uniti d'America. Nel corso del suo lavoro ha ricevuto numerosi premi, tra cui il MacArthur Fellows Program nel 1987, la Warren Medal dalla SEP e il premio APA per illustri contributi scientifici alla psicologia da parte dell'American Psychiatric Association. 
Nel 2002, assieme a James McClelland, ha vinto il Grawemeyer Award in psicologia assegnato dall'Università di Louisville.
Divenuto disabile a causa della Malattia di Pick, malattia neurodegenerativa progressiva, ha trascorso gli ultimi anni di vita assieme al fratello ad Ann Arbor, nel Michigan.

## Lavoro
Nel 1986 ha pubblicato assieme a Geoffrey Hinton e Ronald J. Williams un articolo di particolare influenza sull'uso dell'algoritmo di retropropagazione dell'errore per l'allenamento di reti neutrali multistrato. Nello stesso anno ha pubblicato con James McClelland Parallel Distributed Processing: Explorations in the Microstructure of Cognition, considerato come uno dei testi più importanti per lo studio delle scienze cognitive.
Nel 2000 la Robert J. Glushko & Pamela Samuelson Foundation ha istituito il Premio Rumelhart per i contributi ai fondamenti teorici della cognizione umana. Il premio viene assegnato ogni anno dalla Cognitive Science Society.
Nel 2002 l'American Psychological Association ha pubblicato sulla rivista scientifica Review of General Psychology i risultati di un sondaggio che ha classificato Rumelhart come l'ottantottesimo psicologo più citato del XX secolo, assieme a John Garcia, James Gibson, Louis Leon Thurstone, Margaret Floy Washburn e Robert S. Woodworth.